# Gutenberg an der Raabklamm
Pour les articles homonymes, voir Gutenberg.
Gutenberg an der Raabklamm est une ancienne  commune autrichienne du district de Weiz en Styrie.
Depuis le premier janvier 2015, elle est intégrée à la municipalité nouvelle de Gutenberg-Stenzengreith.